# Nardus stricta
Nardus stricta é uma espécie de planta com flor pertencente à família Poaceae. 
A autoridade científica da espécie é L., tendo sido publicada em Species Plantarum 1: 53. 1753.
O seu nome comum é servum ou nardo. 

## Portugal
Trata-se de uma espécie presente no território português, nomeadamente em Portugal Continental e no Arquipélago dos Açores. É a cobertura herbácea mais predominante na região da Serra da Estrela, sendo vulgarmente conhecida por servum.
Em termos de naturalidade, é nativa das duas regiões atrás indicadas.

## Proteção
Não se encontra protegida por legislação portuguesa ou da Comunidade Europeia.